# 1G
1G est la première génération de technologie sans fil cellulaire (téléphonie mobile). Ce sont des normes de télécommunications analogiques qui ont été introduites dans les années 1980 et qui ont été déployées jusqu'à ce qu'elles soient remplacées par les télécommunications numériques 2G. La principale différence entre les deux systèmes cellulaires mobiles (1G et 2G) concerne les signaux radio utilisés : les réseaux 1G sont analogiques, tandis que les réseaux 2G sont numériques.
Bien que les deux systèmes utilisent la signalisation numérique pour connecter les tours radio (qui gèrent les terminaux) au reste du réseau téléphonique, la voix elle-même pendant un appel est codée en signaux numériques en 2G, tandis qu'en 1G, elle n'est que modulée à des fréquences plus élevées, généralement 150 MHz et plus. Les avantages inhérents à la technologie numérique par rapport à l'analogique ont fait que les réseaux 2G les ont finalement remplacés partout.
L'une des principales normes 1G était le téléphone mobile nordique (NMT), utilisé dans les pays nordiques, en Suisse, aux Pays-Bas, en Europe de l'Est et en Russie. D'autres normes 1G sont le système de téléphonie mobile avancé (AMPS) utilisé en Amérique du Nord et en Australie, TACS (Total Access Communications System) au Royaume-Uni, C-450 en Allemagne de l'Ouest, au Portugal et en Afrique du Sud, Radiocom 2000 en France, TMA en Espagne et RTMI en Italie. Au Japon, il y avait plusieurs systèmes. Trois normes, TZ-801, TZ-802 et TZ-803 ont été développées par NTT (Nippon Telegraph and Telephone Corporation), tandis qu'un système concurrent exploité par Daini Denden Planning, Inc. (DDI)  utilisait la norme JTACS (Japan Total Access Communication System).
La technologie précédant la 1G est le radiotéléphone mobile .

## Histoire
Le premier réseau cellulaire automatisé commercial (la génération 1G) a été lancé au Japon par Nippon Telegraph and Telephone (NTT) en 1979, initialement dans la zone métropolitaine de Tokyo. En cinq ans, le réseau NTT a été étendu pour couvrir l'ensemble de la population du Japon et est devenu le premier réseau 1G à l'échelle nationale.
En 1981, le système NMT a été lancé simultanément au Danemark, en Finlande, en Norvège et en Suède. NMT a été le premier réseau de téléphonie mobile à proposer l'itinérance internationale. En 1983, le premier réseau 1G lancé aux États-Unis était à la norme AMPS commercialisé par Ameritech, basé à Chicago  et utilisait les téléphones mobiles Motorola DynaTAC. Plusieurs pays ont ensuite suivi au début des années 1980, notamment le Royaume-Uni, le Mexique et le Canada.
En 2018, un service NMT limité en Russie reste le seul réseau cellulaire 1G encore en activité.